# 沃恩·華費特·艾克曼
沃恩·華費特·埃克曼（瑞典語：Vagn Walfrid Ekman，1874年5月3日—1954年3月9日），瑞典海洋学家。他提出了埃克曼层理论，被誉为现代物理海洋学的第一人。其父弗雷德里克·勞倫茨·埃克曼是一名自学成才的海洋学家。
V.W.埃克曼出生于瑞典的斯德哥尔摩，在乌普萨拉大学学习物理时，曾听过威廉·皮耶克尼斯关于流体力学的讲座。在弗里喬夫·南森跟随“前进号”（Fram）进行北极探险时，发现冰漂移的角度为盛行风的方向偏右20-40°。之后南森请他的同事威廉·皮耶克尼斯安排一名学生对此问题进行研究。埃克曼被皮耶克尼斯选中，并在1902年他的博士论文中提出了他的成果。

## 脚注和参考文献
1. ↑  V. Walfrid Ekman Encyclopædia Britannica Online, Accessed 04 December 2009
2. ↑  Cushman-Roisin, Benoit. .  1st. Prentice Hall. 1994: 76–77  [2010-01-19]. （原始内容存档于2009-07-26） （英语）.